# Héthoum de Korikos
Pour les articles homonymes, voir Hayton.
Héthoum de Korikos († 1308) ou Hayton l'historien est un noble arménien, historien et chroniqueur de la famille héthoumide, qui fut, durant plusieurs années, un ecclésiastique catholique.
Il était fils d'Oshin Ier, seigneur de Korikos, et d'Alix de Lampron, et petit-fils de Constantin de Barbaron, d'Alix de Lampron, de Constantin, seigneur de Lampron, et d'Alix de Barbaron. Il était également neveu du roi Héthoum Ier d'Arménie.

## Biographie
En 1280, à la mort de son frère aîné Grigor, il devient seigneur de Korikos, un port arménien situé actuellement dans la province turque de Mersin. En 1294, il conspire avec son frère Oshin, seigneur de Gobidar et de Gantschi, contre le roi Héthoum II. Oshin est tué, et Héthoum exilé. Il se fait alors chanoine régulier quand entre dans l’ordre des Prémontrés, à l'abbaye de Ballapais, sur l’île de Chypre. Il semble que Héthoum soutient Amaury de Lusignan, son oncle par alliance quand ce dernier usurpe le trône de Chypre contre l'impopulaire Henri II, roi de Chypre.
En 1306, Héthoum se rend à Avignon où réside le pape Clément V. Il plaide en vain pour qu'Amaury soit reconnu comme roi de Chypre. Il plaide également  pour une nouvelle croisade, destinée à reprendre la Terre sainte avec l'aide des Mongols. Puis il devient prieur d'un monastère de l’ordre des Prémontrés à Poitiers.

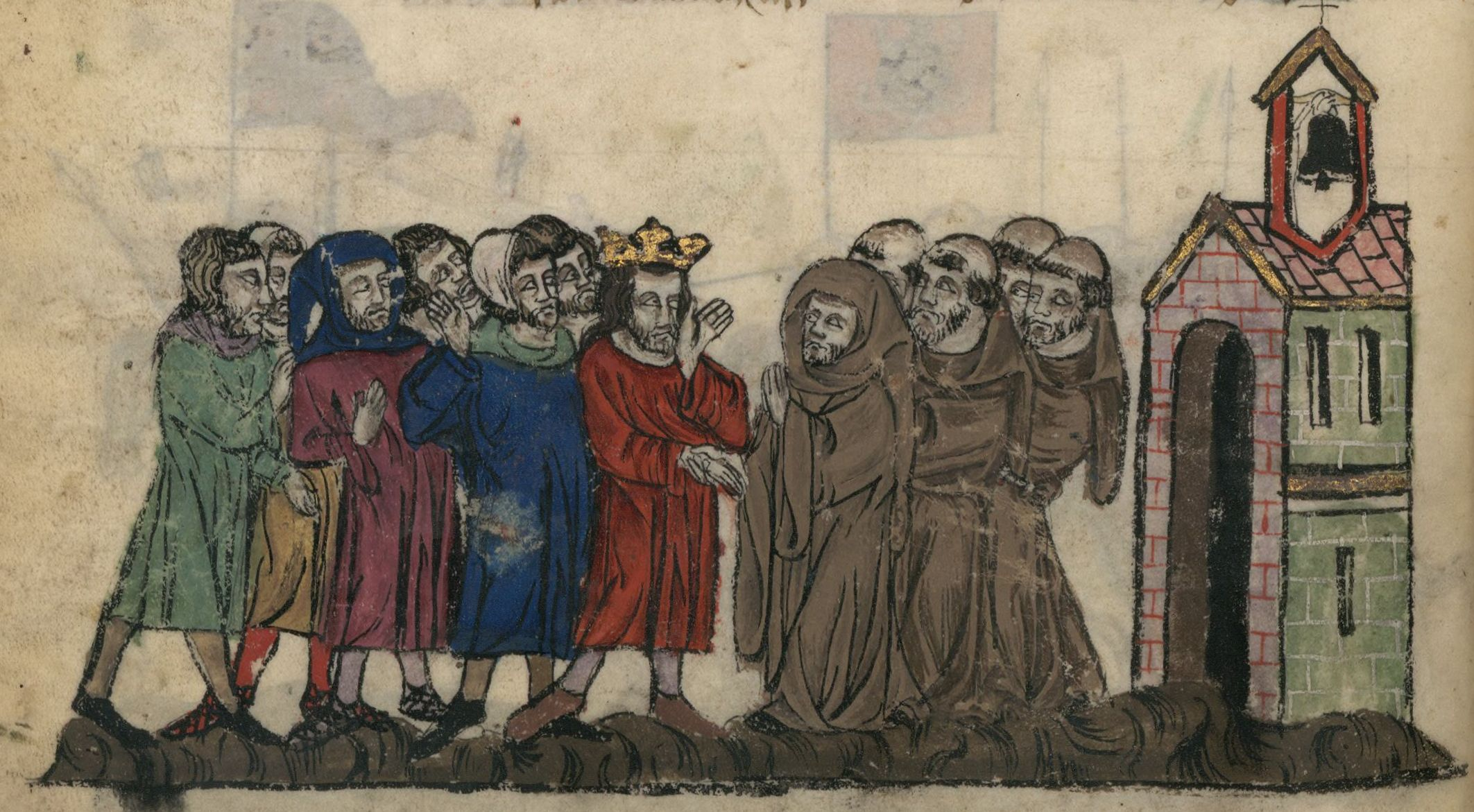
Héthoum entrant dans le monastère de Drazark à la fin de sa vie. De l'ouvrage Histoires des Tartares.

Il y dicte en français à Niccolò Falconi une histoire et une géographie de l'Asie, la première du Moyen Âge, intitulée La Flor des Estoires d'Orient (le récit est traduit en latin par le même Niccolò sous le titre Flos Historiarum Terrae Orientis). L'ouvrage, divisé en quatre parties, donne, respectivement, une description complète des quatorze pays d’Asie, une synthèse consacrée aux dynasties arabes et turques de Mahomet au XIIe siècle, une histoire des Tartares et des Mongols en Orient et en Occident et, enfin, un plan de reconquête de la terre Sainte  dans laquelle il expose les raisons d'une alliance entre l'Arménie, la principauté d'Antioche et les Mongols en 1259-60 :

« Le khan désirait aller à Jérusalem dans le but de délivrer les Lieux Saints des Sarasins et les rendre aux Chrétiens. Le roi Héthoum Ier était très enchanté par ce projet, et réunit un grand nombre de soldats et de chevaliers, parce qu'à cette époque, le royaume d'Arménie était dans une telle situation qu'il lui était possible de rassembler 12 000 chevaliers et 60 000 soldats. »

Jean le Long retraduit en français, en 1351, la version latine de Niccolò Falconi sous le titre le Livre des hystoires des parties d'Orient.
Il y compose une Table Chronologique des événements en Syrie, Palestine et Arménie de 1076 à 1307.
Après l'assassinat du roi Héthoum II en 1307, Héthoum revient en Cilicie et devient connétable.

## Mariage et enfants
Il avait épousé en 1285 Isabelle d'Ibelin (v.1270 † avant 1306), fille de Guy d'Ibelin et de Marie d'Arménie. De ce mariage étaient nés :
- Isabelle († 1310), mariée au roi Oshin Ier
- Oshin († 1329), seigneur de Korikos et régent du royaume d'Arménie
- Kostandin (assassiné en 1329), seigneur de Lampron
- Lévon, seigneur de Simon'ga
- Guy, seigneur de Gantschi
- Rita

#### Édition
- Hayton, La Flor des estoires de la terre d’Orient, éd. C. Köhler, Recueil des historiens des Croisades. Documents arméniens, t. 2, Paris, Imprimerie nationale, 1906 ; texte en ancien français (p. 113) et en latin (p. 255) ; lire en ligne  sur Internet Archive et sur Gallica.
- Hayton, Table Chronologique, dans Recueil des historiens des Croisades. Documents arméniens, éd, E. Dulaurier, Paris, Imprimerie impériale, t. 1, 1879, p. 471-490.
- Louis De Backer, L'Extrême Orient au Moyen-Âge d'après les manuscrits d'un flamand de Belgique moine de Saint-Bertin à Saint-Omer et d'un prince d'Arménie moine de Prémontré à Poitiers, Paris, Leroux, 1877, p. 125-255.

#### Traduction
- (en) The Flower of Histories of the East.

#### Études
- Introduction, dans Recueil des historiens des Croisades. Documents arméniens, t. 2, Paris, Imprimerie Nationale, 1906.
- Paulin Paris, Hayton, prince d’Arménie, historien, Histoire littéraire de la France, tome XXV, Firmin Didot, Paris (1869, p. 480 ; 1919, pp. 479–507).
- Jean-François Kosta-Théfaine, L’illustration de La Fleur des histoires d’Orient de Hayton, Cahiers de recherches médiévales et humanistes, 12/2005.

#### Manuscrit
- La fleur des histoires de la terre d’Orient par Hayton et Le livre des merveilles d’Asie de Marco polo, 1410-1412 (Cote: Pierpont Morgan M 723).

### Sources
- - René Grousset, Histoire des croisades et du royaume franc de Jérusalem, Paris, Perrin, 1936 (réimpr. 1999)
  - (en) Runciman, A History of the Crusades 3, Cambridge, mars 1951 (ISBN 0-521-35997-X)
  - Claude Mutafian, Le royaume arménien de Cilicie, Paris, Éditions CNRS, 1995 (ISBN 2271051053)
- Foundation for Medieval Genealogy : Seigneur de Korikos